# Pazmanitentempel

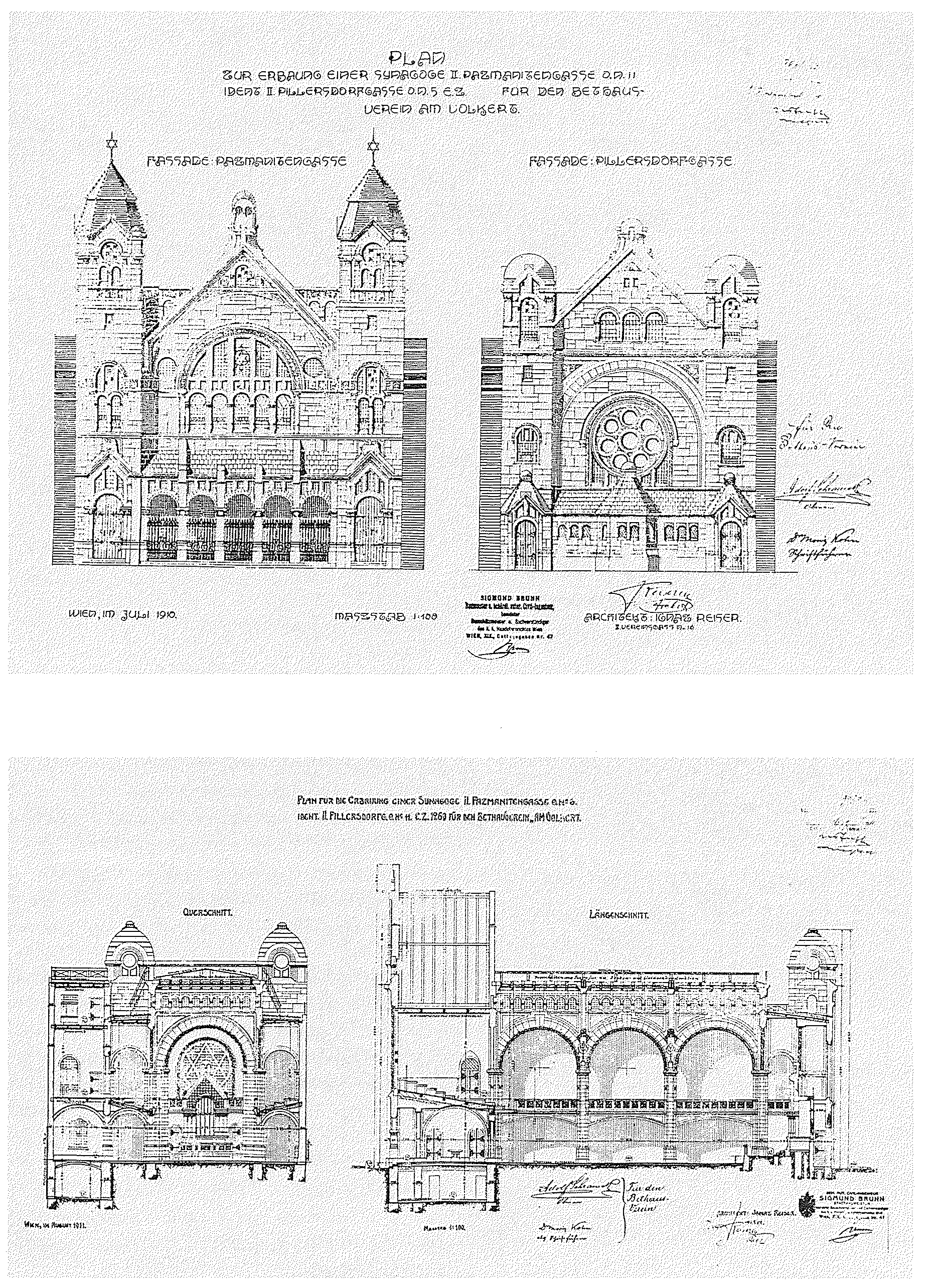
Stavební plány synagogy Pazmanitentempel

Pazmanitentempel (česky Templ v Pazmanitengasse nebo jen Pazmanintentempel) byla velká synagoga tzv. templového typu v ulici Pazmanitengasse 6 ve 2. vídeňském okrsku v Leopoldstadtu.
Synagoga, postavena mezi lety 1911 a 1913 podle plánů architekta Ignáce Reisera, byla zasvěcena dne 28. září 1913, tj. před Vysokými svátky r. 5673 dle židovského kalendáře.
Budova byla pozoruhodná svým, na tehdejší dobu velmi moderním řešením, zejména tím, že měla ústřední topení, které vyhřívalo sedadla.
Kapacita synagogy byla 900 osob, z toho 550 mužů a 350 žen na ženských galeriích.
Oficiální název zněl Kaiser Franz Josef I. Huldigungstempel (česky Templ ku poctě císaře Františka Josefa I.).
Synagoga byla během tzv. Křišťálové noci r. 1938 vypálena a zničena.